# Synegiodes diffusifascia
Synegiodes diffusifascia là một loài bướm đêm trong họ Geometridae.